# 野田俊彦

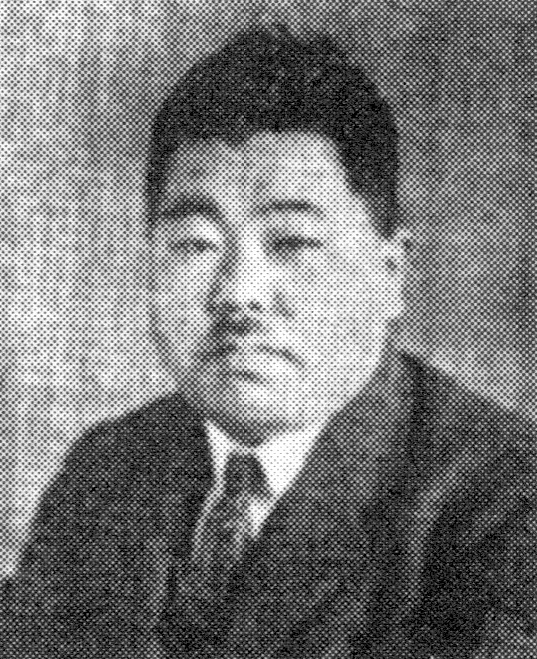
野田俊彦

野田 俊彦（のだ としひこ、1891年（明治24年）6月18日 - 1929年（昭和4年）12月26日）は、日本の建築家で、大正期から昭和初期に建築技師として活動。陸軍省、内務省、警視庁、同潤会と、おもに官公庁系の職場に奉職した。
近代日本建築史上では、建築の実作より「建築非芸術論」など多くの論考を著した論客としての側面で知られる。

## 経歴
横浜市生まれ。画家で日本美術院会員の野田九浦は親戚に当たる。
横浜中学校、第一高等学校を経て、1911年、東京帝国大学工学部建築学科に入学し、1915年（大正4年）卒業。卒業論文「鉄筋混凝土と建築様式」の一部をもとにした論文「建築非芸術論」が内田祥三（当時助教授）の推薦で1915年10月に『建築雑誌』誌346号に掲載される。卒業制作は劇場建築で、建築非芸術論を実践すべく、装飾を排した純実用的な計画だった。内田は「大学時代、建築の意匠計画にはすこぶる堪能」と評しており、芸術に理解がない訳ではなかった。
大学卒業後は陸軍省に建築技手として入省し、いくつかの建築を手がける。合間に、建築設計競技にも参加し、実作として小さなバーなどをいくつか手がけている。妻はそのときのバー経営者の娘である。陸軍ではその他、大佐クラスでも不備があれば呼びつけて命令していたという。
その後1920年、内務省の都市計画地方委員会（東京）技師に就任。同委員会で市街地建築物法の実施に尽力した。1922年に海外視察。長旅の船内でゴシップを話題にしたマンガを制作し、人気を博したという逸話がある。
1924年内務技師となり、内務省都市計画局第二技術課に着任。関東大震災後、内務省復興局技師を兼任し帝都復興事業基本計画に参画し、起草。帝都復興時、第二技術課は課長の笠原敏郎が入院中であったため、野田が第二技術課担当業務の中心となって動く。後に笠原の後を継ぎ、第二技術課長に就任している。
復興局技師は1928年まで兼務。1925年、東京帝国大学図書館建築部工営課長。1926年、警視庁建築課長。1926年からは同潤会嘱託。1929年から東京工業大学工業専門部講師。1929年12月、脳溢血症の発作により死去した。享年39。
内田祥三の弟子として大学時代から忠実な人物で、身の振り方はいつも内田に相談し、指示に従っていた。

## 作品
- 同潤会大塚女子アパート（設計に関与）
- 済南領事館ステンドグラスデザイン（領事館は内田祥三設計、1918年竣工）
- 前橋市水道資料館（旧敷島浄水場構場事務所、国の登録有形文化財）

## 論考
大正期から昭和初期にかけて鋭い建築批評を行った。卒論を元にした「建築非芸術論」（1916年）はトルストイの『芸術とはなにか』をふまえたもので、実用的な建築、合理主義に基づく建築美について論述している。
まとまった著書は残していないが、「建築非芸術論の続」、公共建築に日本式を採用すべしというチャールズ・ビアードの提言に対する反論「所謂日本趣味を難ず」、「ビアード博士に一言す」、「議院建築当選図を見て」、「『所謂国風の建築様式』を読みて」、「建築家と美学（上）」、「分離派運動」、「建築と文化生活」、「火災の利用」、「隅田川に架すべき六橋は同一様式たるべし」、「防火地区の完成」、「建築論」などの論考を発表している。
若手建築家と建築青年会を結成し、議院建築の設計コンペ（1919年）の当選案を批判してコンペの再実施を主張した。大学の後輩にあたる分離派建築会の主張に対しては、軽薄な芸術と揶揄した。また、当時の建築家の間には、建設業者が設計まで行うことを批判し、設計と施工を分離すべきという議論があったが、野田は「衣服と建築」で洋服屋のたとえを用い、建築士なら洋服屋のやる位の徳義は守れると、兼業肯定論を展開した。
他に「東京帝国大学工学部建築学科卒業計画図集感想」「日記より」「書翰」「建築無名会・建築青年会記事」「身振技競技規程」「貴衆両議院焼く」「文化住宅」「建築様式の変遷」「代数ノ話」「誤解せられたる文化住宅」「職人気質」などの文章がある。

## 著作
- 「建築非藝術論」『建築雑誌』第346号、日本建築学会、1915年10月、714-727頁、ISSN 0003-8555、NAID 110006322686。
  - 「建築非芸術論」『日本建築宣言文集』藤井正一郎、山口廣（編著）、彰国社、2011年。69-81ページ。
- 「演説 : 建築に關する論談 : 建築非藝術論の續」『建築雑誌』第360号、日本建築学会、1916年12月、706-710頁、NAID 110003787129。
- 「所謂日本趣味を難ず」『建築雑誌』第372巻、日本建築学会、1917年12月、832-843頁、NAID 110003787199。
- 「議院建築当選案を見て」『建築雑誌』第396号、日本建築学会、1919年12月、577-580頁、NAID 110003780818。
- 「市街地建築物法及其の附帯命令の梗概 : 第六 一般構造設備」『建築雑誌』412号、日本建築学会、1921年2月、71-78頁、NAID 110003780843。
- 「建築と文化生活」『建築雑誌』416号、日本建築学会、1921年6月、293-297頁、NAID 110003787271。
- 「帝都復興と建築問題に關する講演會録 : ビヤード博士に一言す」『建築雑誌』第448号、日本建築学会、1923年1月、465-468頁、NAID 110003787338。
- 「通常大会講演録(二) : 隅田川に架すべき六橋は同一様式たるべし」『建築雑誌』第475号、日本建築学会、1925年1月、13-18頁、NAID 110003787414。
- 「防火地区の完成」『建築雑誌』第501号、日本建築学会、1927年10月、1250-1255頁、NAID 110006314078。
- 『アルス建築大講座』アルス、1930年。
  - 「建築法令」（第4巻『諸講篇』）
  - 「建築論」（第7巻『建築篇』）

## その他
肥満体で、同じく都市計画地方委員会の技師だった石川栄耀は「野田君はビアダル（樽）のような風ボウそのままに建築機関車談で鳴らして居た」と回想している。